# Рачок Ілля
Рачок Ілля (псевдо:«Липей», «Вільха»; 1917, Закарпаття — 24 червня 1944, Львівщина) — командир куренів «Чорні чорти» і «Льви». 

## Життєпис
Підстаршина Чехо-Словацької армії. Член ОУН. Був дуже грамотний, знав кілька іноземних мов. У березні 1939 р. воював у складі Карпатської Січі, у 1938-39 роках був полковником Карпатської Січі. Під загрозою арешту нелегально перейшов кордон. 
З квітня 1941 до грудня 1942 — вояк легіону «Роланд» і 201-го батальйону шуцманшафту. 
У липні-жовні 1943 р. — командир вишкільного куреня УНС «Чорні чорти» ім. С. Коновальця. Впроваджував у відділі жорстку дисципліну, відповідно до його старшинського досвіду в регулярних арміях.
Переведений на Львівщину, де організував курінь УПА «Леви». Загинув у бою з німецьким каральним загоном. Поручник УПА (посмертно).
За іншими даними, був вбитий у березні 1945 року в одному з боїв у Карпатах. 